# Neticonazol
Neticonazolul este un antifungic derivat de imidazol, fiind utilizat în tratamentul unor micoze. Este utilizat doar în Japonia.